# بريجيت كرين
بريجيت كرين (بالألمانية: Brigitte Kren) هي ممثلة نمساوية ولدت سنة 1954 وهو والدة المخرج مارفن كرين.

## أعمالها
من أعمالها فيلم الدين وبلود جليشير

## وصلات خارجية
بريجيت كرين على موقع IMDb (الإنجليزية)
- بريجيت كرين على موقع ألو سيني (الفرنسية)
- بريجيت كرين على موقع أول موفي (الإنجليزية)
- بريجيت كرين على موقع أول موفي (الإنجليزية)
- بريجيت كرين على موقع قاعدة بيانات الفيلم (الإنجليزية)
- بريجيت كرين على موقع كينوبويسك (الروسية)